# سان‌رایز ایرویز
سان‌رایز ایرویز (به انگلیسی: Sunrise Airways) یک شرکت هواپیمایی با کد یاتا S6 است که در تاریخ ۲۰۱۰ میلادی تأسیس شده است. دفتر مرکزی سان‌رایز ایرویز در پورتو پرنس، هائیتی واقع شده‌است و قطب این شرکت هواپیمایی در فرودگاه بین‌المللی توسن لوورتور قرار دارد و به ۱۴ مقصد، پرواز مستقیم انجام می‌دهد.